# サバップル
サバップルは、青森県八戸市で開発され、八戸前沖鯖とリンゴを使ったパイ。

## 概要
「八戸前沖鯖」と青森県の特産品であるリンゴと、青森県横浜町の特産品である菜種油のコラボ商品として千葉学園高等学校調理科の生徒が考案、青森県階上町の「菓子工房美松」が製品化し、2008年8月30日に販売を開始した。
2007年11月に八戸商工会議所主催で開かれた「八戸前沖サバ創作料理コンテスト」で最優秀賞を受賞したことがきっかけで商品化された。
2009年2月18日放送の『笑っていいとも!』、2011年11月24日放送の『秘密のケンミンSHOW』でそれぞれ紹介されている。

## 製法
直径約12cmのパイ生地の底に、フレーク状のサバと青森県産のリンゴが敷き詰められている。サバの生臭さを消すために菜種油が使われ、アクセントとして緑茶もパイ生地に練りこまれている。

## 販売場所
- 八戸駅前ユートリー
- 道の駅はしかみ
- 菓子工房美松